# Nephrotoma lundbecki lundbecki
Nephrotoma lundbecki lundbecki is een tweevleugelige uit de familie langpootmuggen (Tipulidae). De soort komt voor in het Palearctisch en Nearctisch gebied.